# TGV
TGV (fran. train à grande vitesse) je vlak velikih brzina Francuskih željeznica.
TGV vlakovi putuju normalnom brzinom od 320 km/h (200 milja/h).

## Brzinski rekord
Ovaj vlak drži brzinski rekord za šinska vozila. Posebno modificirani vlak je dostigao eksperimentalnu najveću brzinu od 574,8 km/h.
Izvršene su određene modifikacije, kako bi se izvršili testovi:
- Povećan je napon napajanja s 25 kV na 31 kV.
- Šine su pojačane.
- Pojačani su vučni motori (do 68% veći od normalnog).
- Montirani su veći kotači
- Modificirana je konstrukcija pantografa

Baza za ove modifikacije je bila nova planirana generacija vlakova AGV (Automotrice à Grande Vitesse, tj. Vozilo velike brzine) i korišteni su mnogi koncepti isprobani u prototipu AGV-a.

## Generacije
- TGV - PSE
- TGV - Atlantique
- TGV - Reseau
- TGV - duplex
- TGV - Est

## TGV Duplex
Zbog potrebe za prijevozom velikog broja ljudi, i nemogućnosti daljnjeg širenja vlaka u duljinu, razvijena je verzija TGV duplex. TGV duplex je "vlak na kat", tj. posjeduje dva nivoa za putnike. Time je omogućena ista duljina vlaka uz veći kapacitet.

## Srodni vlakovi
- Eurostar
- Thalys - vlak koji prometuje između Pariza i Bruxellesa

## Vlak za prijevoz pošte
TGV postoji i u inačici "TGV La Poste", koji se koristi za prijevoz pisama, poštanskih pošiljaka i tiskovina. Ovo je iznimka za vlak velikih brzina, koji se inače koristi isključivo za putnički prijevoz.

## AGV
AGV je daljni razvoj tehnologije od TGV-a. Presudna novost je u tome, što su motori raspoređeni uzduž svih vagona, a ne postoje više posebne pogonske glave na krajevima vlaka. Time se dobiva dodatni prostor za putnike. Najveća predviđena brzina je 360 km/h.

## Vanjske poveznice
- Službena internet stranica